# Estuario del Río Piedras
Estuario del Río Piedras este o arie protejată (sit de importanță comunitară — SCI) din Spania întinsă pe o suprafață de 443,18 ha, integral pe uscat.

## Localizare
Centrul sitului Estuario del Río Piedras este situat la coordonatele 37°12′44″N 7°06′11″W / 37.2122°N 7.1031°V.

## Înființare
Situl Estuario del Río Piedras a fost declarat sit de importanță comunitară în ianuarie 2001 pentru a proteja 39 de specii de animale.

## Biodiversitate
Situată în ecoregiunile marină Atlantică și mediteraneană, aria protejată conține 10 habitate naturale: Dune cu tufărișuri sclerofile Cisto-Lavenduletalia, Estuare, Tufărișuri halofile mediteraneene și termo-atlantice (Sarcocornetea fruticosi), Dune mobile cu vegetație embrionară, Lagune de coastă, Terase mlăștinoase și terase nisipoase neacoperite de apă la reflux, Pajiștile Spartina (Spartinion maritimae), Dune de coastă fixe cu vegetație erbacee („dune gri”), Dune mobile de-a lungul țărmului cu Ammophila arenaria („dune albe”), Vegetație anuală la limita mareei.
La baza desemnării sitului se află mai multe specii protejate:
- păsări (38): pescăruș albastru (Alcedo atthis), egretă mare (Ardea alba), stârc galben (Ardeola ralloides), rață roșie (Aythya nyroca), pasărea ogorului (Burhinus oedicnemus), fugaci de țărm (Calidris alpina), bătăuș (Calidris pugnax), Calonectris diomedea, prundăraș de sărătură (Charadrius alexandrinus), chirichița cu obraz alb (Chlidonias hybrida), chirighiță neagră (Chlidonias niger), barză albă (Ciconia ciconia), erete de stuf (Circus aeruginosus), egretă mică (Egretta garzetta), cufundar mare (Gavia immer), cufundar mic (Gavia stellata), ciovlica roșcată (Glareola pratincola), piciorong (Himantopus himantopus), Hydrocoloeus minutus, pescăriță mare (Hydroprogne caspia), stârc pitic (Ixobrychus minutus), Larus audouinii, Larus genei, pescăruș-cu-cap-negru (Larus melanocephalus), sitar de mal nordic (Limosa lapponica), Oxyura leucocephala, vultur pescar (Pandion haliaetus), Phalacrocorax aristotelis aristotelis, flamingo roz (Phoenicopterus roseus), lopătar (Platalea leucorodia), țigănuș (Plegadis falcinellus), ploier auriu (Pluvialis apricaria), Porphyrio porphyrio porphyrio, Puffinus mauretanicus, ciocântors (Recurvirostra avosetta), chiră de baltă (Sterna hirundo), chiră mică (Sternula albifrons), fluierar de mlaștină (Tringa glareola)
- reptile (1): Caretta caretta

Pe lângă speciile protejate, pe teritoriul sitului au mai fost identificate 4 specii de plante, 1 specie de mamifere, 9 specii de nevertebrate.